# Economia de Malàisia
Malàisia, un país de renda mitjana, es va transformar des dels anys 1980 d'un simple productor de productes primaris en una economia multi-sectorial emergent. Després d'arribar al poder el 1981, el primer ministre Mahathir bin Mohamad va intentar portar l'economia més enllà de les cadenes productives que agregaven valor als productes primaris, atraient inversions en sectors d'alta tecnologia, tecnologia mèdica i producció de fàrmacs.
L'administració continua els esforços amb la intenció de desenvolupar el mercat intern i deixar l'economia menys depenent de les exportacions. No obstant això, les exportacions - especialment d'electrònics, petroli i gas natural, oli de palmell i cautxú - encara són importants estímuls de l'economia. Les exportacions brutes de béns i serveis representen més de 80% del PIB.
Com a país productor de petroli i gas natural, Malàisia va guanyar amb l'alça de preus de les fonts d'energia, malgrat l'augment dels preus de la nafta i gasoil haver forçat el govern a reduir els subsidis d'aquests productes.

## Ambient empresarial
Segons el Banc Mundial Malàisia és el 18è país més fàcil per fer negocis. La millora del posicionament del país va ser a causa de la major facilitat (1r) en l'obtenció de crèdit, la protecció dels inversors (4t millor) i transfronterera relacions comercials (29è millor). L'estudi cobreix una llista de 183 països.